# Campo de Dobras da Castanheira

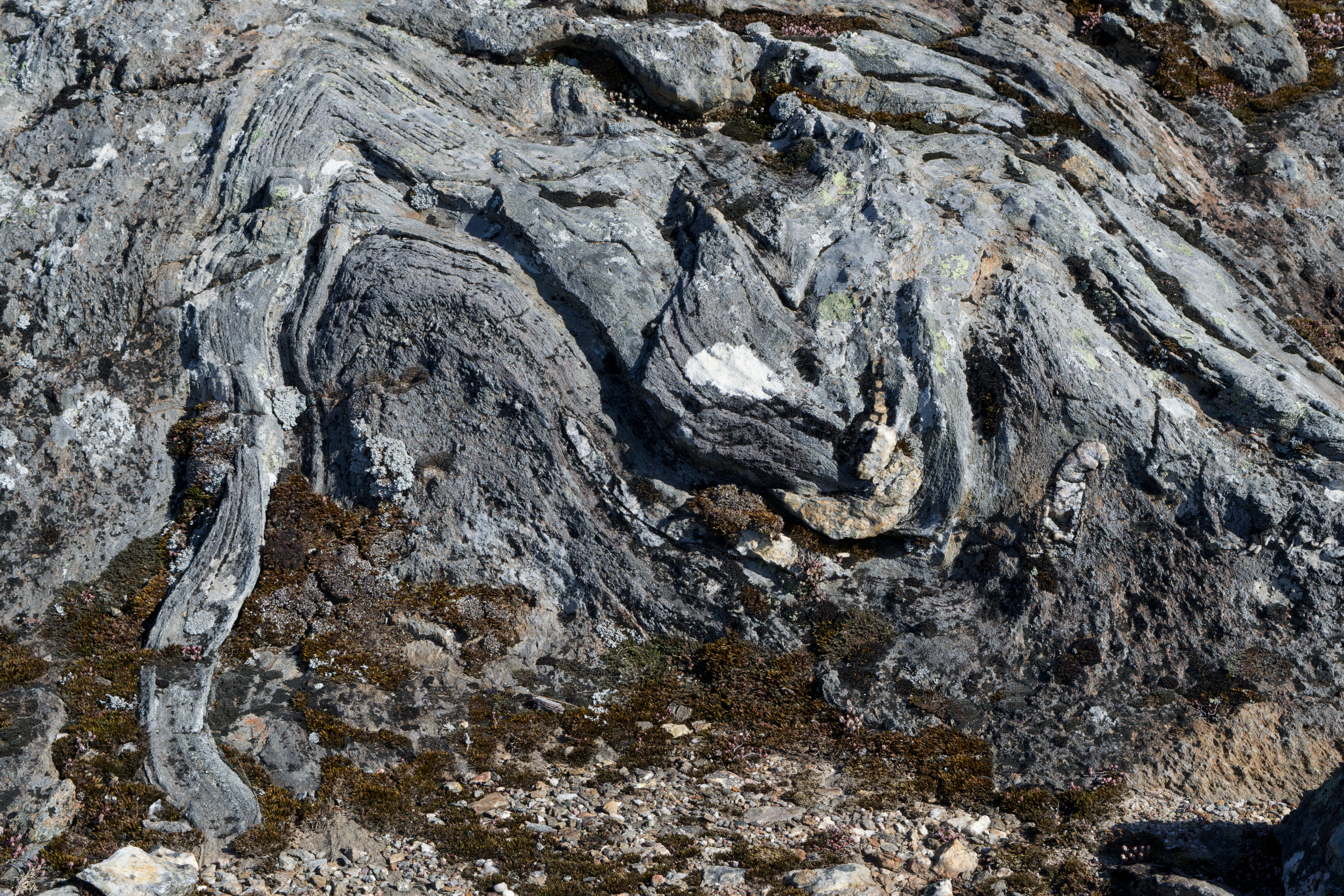
Dobra geológica

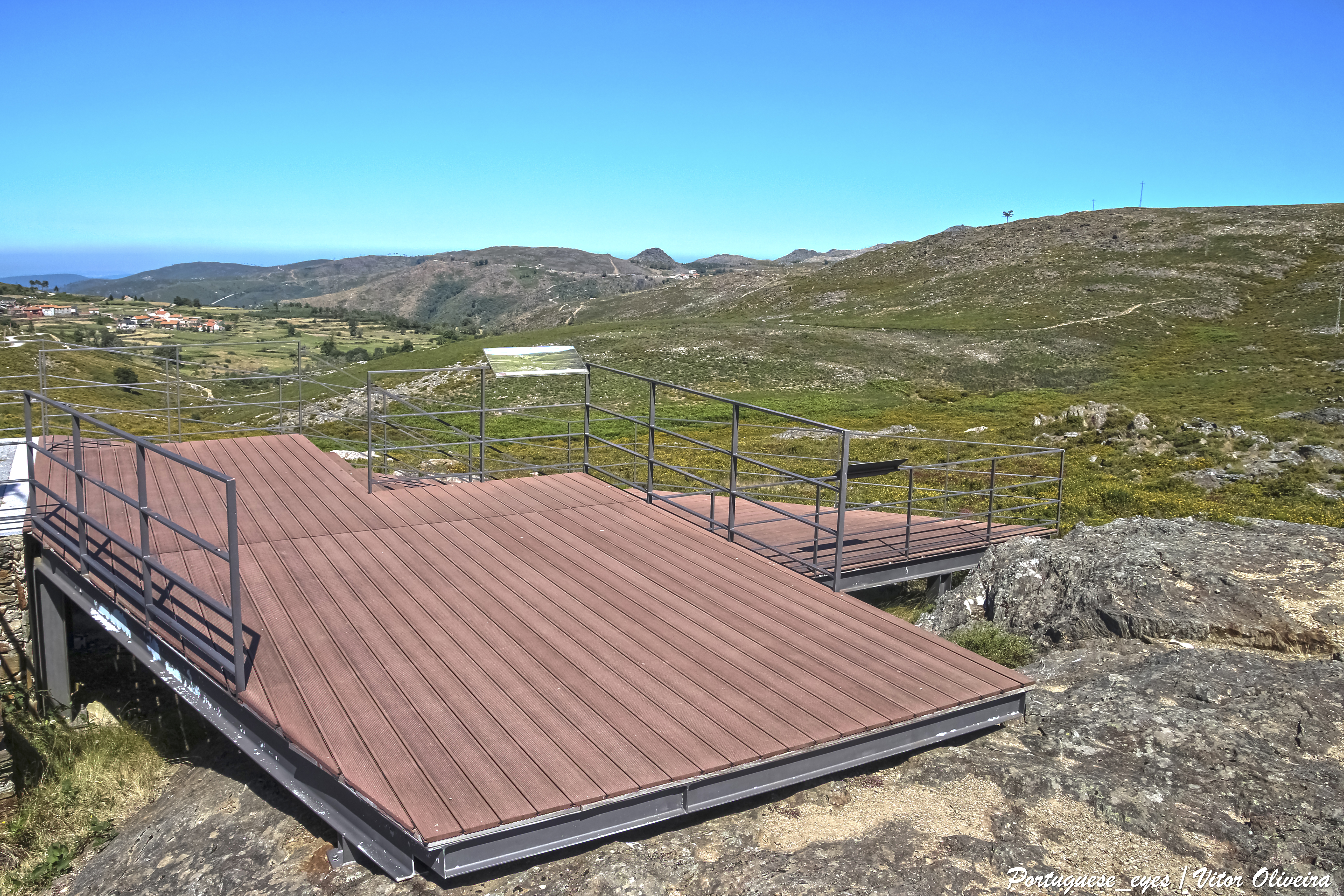
Plataforma de visita

O Campo de Dobras da Castanheira é um geossítio situado no Geoparque de Arouca caracterizado pela presença de intensas dobras geológicas nos afloramentos rochosos.